# Laevidentalium banale
Laevidentalium banale är en blötdjursart som först beskrevs av Charles Hercules Boissevain 1906.  Laevidentalium banale ingår i släktet Laevidentalium och familjen Laevidentaliidae. Inga underarter finns listade i Catalogue of Life.